# Cal·lístrat (escriptor)
Cal·lístrat (Callistratus Καλλίστρατος) fou un escriptor grec deixeble d'Aristòfanes de Bizanci, de renom Ἀριστοφάνειος. Va viure al segle II aC i es va dedicar a l'estudi dels grans poetes grecs com Homer, Pindar, Aristòfanes i altres i sobre tots ells va escriure uns comentaris que s'han perdut. Se li atribueixen altres obres: Σύμμικτα (Summikta), περὶ ἑταιρῶν i περὶ Ἀθηνῶν. L'esmenta entre d'altres, Ateneu. Podria ser Domici Cal·lístrat (Domitius Callistratus, Δομίτιος Καλλίστρατος) un historiador grec esmentat per Esteve de Bizanci com a autor d'una obra en set llibres sobre l'Heraclea Pòntica.